# GLP ALFALINK相模原
座標: 北緯35度33分45秒 東経139度20分32秒 / 北緯35.56250度 東経139.34222度
GLP ALFALINK 相模原(ジーエルピー アルファリンクさがみはら)は、神奈川県相模原市中央区に位置する超大型物流施設である。総延床面積が約67万㎡と世界最大級の物流プロジェクト（東京ドーム約14個分に相当）。
物流プロバイダー大手の日本GLPが「ALFALINK」ブランドシリーズで開発する第一弾の先進的物流施設。相模原Ⅰ、Ⅱ、Ⅲ、Ⅳの4棟で構成される。2021年11月の街びらき時点では、相模原Ⅰ、Ⅲの2棟が稼働開始となり、2023年5月までに全棟が完成した。

## 概要
ALFALINK相模原には、働く人の利便性や雇用創出につながるサービスが充実しており、託児所、ラウンジ、カフェテリア、コンビニ、フィットネスジム、宅配ロッカー、コインランドリーなど多岐に渡るアメニティが完備予定。また、相模原駅から専用直通バスの運行も検討している他、豊富な駐車場など、働く人の通勤利便性も高い施設。庫内には、入出庫をスムーズにする両面バース、全館空調、大型シーリングファンを採用したほか、自動化・省人化を実現する最新設備に対応するよう、1階の天井高を標準的な倉庫よりも高く設定した先進的物流施設。
29万5000平方メートルの「キャタピラージャパン相模事業所」跡地に物流施設4棟と共用施設1棟を建設するもので、1棟目の「相模原I」の5階部分には開発の目玉となるターミナル機能を備える。
ターミナル区画に佐川急便と西濃運輸が入ることで、4棟の入居企業に対し、安定的に長時間対応できる集荷・配送体制を確立。集配と幹線輸送を一体運用し、効率的な輸配送を提供する。
相模原Iは冷凍冷蔵倉庫を完備しており、コールドチェーン物流のギオンが1階と2階に入居。
相模原Ⅲには2022年9月からアマゾンジャパンの自社倉庫「アマゾン相模原FC」が入居。

## 施設概要
- 所在地：
- 相模原Ⅰ：神奈川県相模原市中央区田名字赤坂3700-1（2021年8月竣工）
- 相模原Ⅱ：神奈川県相模原市中央区田名字白雨台3532-15（2023年5月竣工）
- 相模原Ⅲ（アマゾン相模原FC）：神奈川県相模原市中央区田名字白雨台3532-10（2021年10月竣工）
- 相模原Ⅳ（アマゾン相模湖FC）：神奈川県相模原市中央区田名字白雨台3532-13（2022年11月竣工）
- 総敷地面積：約295,000㎡（約89,000坪）
- 総延床面積：約674,000㎡（約204,000坪）
- 構造：PCaPC工法（一部S造）／免震構造
- 交通：JR横浜線・JR相模原線・京王線「橋本」駅からバス、JR相模線「上溝」駅からバス、JR横浜線「相模原」駅からバス、JR横浜線「淵野辺」駅からバス

有効天井高：約5.5m（一部7.1m）、 床荷重：1.5t/㎡（一部2.0t/㎡）、飲料やオートパーツにも対応可能な低床区画も整備。トラックバースは10t車がバース内に収まる約14mの奥行。柔軟性が高く、広さと機能性を確保。施設内での渋滞緩和のために、トリプルランプや、季節変動を受けにくく快適に積み下ろしが可能な屋内車路を採用。

## レイアウト
- リング（共用施設棟）  ・オープンカフェテリア  ・カフェテリア  ・託児所  ・貸会議室  ・コンビニ  ・オープンカフェテリア  ・レストラン
- カフェテリア  相模原Ⅲ 1F
- 展望デッキ  相模原I
- メインエントランス  相模原I
- レストラン＆カフェテリア  相模原I 6F
- センターストリート  GLPアルファリンク相模原
- 立体駐車場